# ماديسون إس. بيري
ماديسون إس. بيري (بالإنجليزية: Madison S. Perry)‏ هو سياسي أمريكي، ولد في 1814 في مقاطعة لانكستر في الولايات المتحدة، وتوفي في 1 مارس 1865 في الولايات المتحدة. حزبياً، نشط في الحزب الديمقراطي. وقد انتخب حاكم ولاية فلوريدا ‏ (5 أكتوبر 1857 – 7 أكتوبر 1861).